# Baron Wrottesley
Baron Wrottesley, of Wrottesley in the County of Stafford, ist ein erblicher britischer Adelstitel in der Peerage of the United Kingdom.

## Verleihung
Der Titel wurde am 20. April 1807 durch Letters Patent dem Major-General und Unterhausabgeordneten Sir John Wrottesley, 9. Baronet verliehen. Er hatte bereits 1787 von seinem Vater den Titel Baronet, of Wrottesley in the County of Stafford, geerbt, der am 30. August 1642 in der Baronetage of England seinem Vorfahren Walter Wrottesley (1606–1659) verliehen worden war.
Heutiger Titelinhaber ist seit 1977 dessen Nachfahre, der Skeletonsportler Clifton Wrottesley, als 6. Baron.
Familiensitz der Barone war bis 1963 Wrottesley Hall bei Tettenhall in Staffordshire.

## Liste der Barone Wrottesley (1838)
- John Wrottesley, 1. Baron Wrottesley (1771–1841)
- John Wrottesley, 2. Baron Wrottesley (1798–1867)
- Arthur Wrottesley, 3. Baron Wrottesley (1824–1910)
- Victor Wrottesley, 4. Baron Wrottesley (1873–1962)
- Richard Wrottesley, 5. Baron Wrottesley (1918–1977)
- Clifton Wrottesley, 6. Baron Wrottesley (* 1968)

Titelerbe (Heir apparent) ist der Sohn des aktuellen Titelinhabers Hon. Victor Wrottesley (* 2004).